# Kullen (Ohligs)
Kullen war eine Hofschaft in der bergischen Großstadt Solingen. Sie befand sich an der Stelle der heutigen Kasparstraße neben der Bahnstrecke Haan-Gruiten–Köln-Deutz im Stadtteil Ohligs. Die letzten Häuser wurden in der ersten Hälfte des 20. Jahrhunderts für eine Straßenerweiterung niedergelegt, woraufhin der Name aus dem Stadtplan verschwand. Lediglich eine O-Bus-Haltestelle der Linie 682 erinnert an den einstigen Hof.

## Lage und Beschreibung
Der Ort lag an der Stelle der heutigen Landesstraße 85, der Kasparstraße, zwischen dem kleinen Straßendamm durch das Lochbachtal und der Einmündung zur Meteorstraße in leichter Hanglange. Daneben verläuft in Nord-Süd-Richtung die Bahnstrecke zwischen Gruiten und Köln sowie die S-Bahnstrecke nach Düsseldorf, die rund zweihundert Meter weiter nördlich die Bahnstrecke nach Gruiten untertunnelt. Die Fläche zwischen Kasparstraße und Bahngleisen wird heute durch mehrere Gewerbebetriebe genutzt, an der gegenüberliegenden Seite befinden sich seit der zweiten Hälfte des 20. Jahrhunderts Wohnhäuser. 
Benachbarte Orte sind bzw. waren (von Nord nach West): Schnittert, Schleifersberg, Engelsberg, Deusberg, Poschheider Mühle, Poschheide, Suppenheide, Hüttenhaus, Bockstiege, Piepers, Ohligs, Rennpatt und Kottendorf.

## Etymologie
Die Ortsbezeichnung Kulle(n) kommt mehrfach in Solingen vor, ob als Kulle in Widdert oder als Neuenkulle in Solingen-Mitte. Laut Brangs deutet das Wort auf eine Bodenvertiefung (= Kuhle) hin, häufig auch in Form einer Lehmkuhle.

## Geschichte
Im Jahre 1715 ist der Ort in der Karte Topographia Ducatus Montani, Blatt Amt Solingen, von Erich Philipp Ploennies mit einer Hofstelle verzeichnet und als z. Kullen benannt. Der Ort gehörte zur Honschaft Merscheid innerhalb des Amtes Solingen. Die Topographische Aufnahme der Rheinlande von 1824 verzeichnet den Ort als Kullen, ebenso die Preußische Uraufnahme von 1844. Auch en der Topographischen Karte des Regierungsbezirks Düsseldorf von 1871 ist der Ort als Kullen enthalten.
Nach Gründung der Mairien und späteren Bürgermeistereien Anfang des 19. Jahrhunderts gehörte Kullen zur Bürgermeisterei Merscheid, die 1856 zur Stadt erhoben und im Jahre 1891 in Ohligs umbenannt wurde.
1815/16 lebten 42, im Jahre 1830 49 Menschen im als Weiler bezeichneten Wohnplatz zum Kullen. 1832 war der Ort weiterhin Teil der Honschaft Merscheid innerhalb der Bürgermeisterei Merscheid, dort lag er in der Flur IV. Bavert. Der nach der Statistik und Topographie des Regierungsbezirks Düsseldorf als Hofstadt kategorisierte Ort besaß zu dieser Zeit sieben Wohnhäuser, zehn landwirtschaftliche Gebäude und eine Fabrikationsstätte bzw. Mühle mit 35 Einwohnern, davon einer katholischen und 34 evangelischen Bekenntnisses. Die Gemeinde- und Gutbezirksstatistik der Rheinprovinz führt den Ort 1871 mit elf Wohnhäusern und 84 Einwohnern auf. Im Gemeindelexikon für die Provinz Rheinland von 1888 werden acht Wohnhäusern mit 69 Einwohnern angegeben. 1895 besitzt der Ortsteil acht Wohnhäuser mit 61 Einwohnern.
Die Bergisch-Märkische Eisenbahn-Gesellschaft (BME) trassierte zwischen 1864 und 1867 die Bahnstrecke Gruiten–Köln-Deutz in Nord-Süd-Richtung von Caspersbroich bis Landwehr quer durch das heutige Solinger Stadtgebiet und teilte dabei das Stadtgebiet der Gemeinde Merscheid in zwei Hälften. Bei der Hofschaft Hüttenhaus legte man den Bahnhof Ohligs-Wald an, den späteren Solinger Hauptbahnhof. Die Aufschüttung des Bahndammes durch das Lochbachtal, direkt angrenzend an die Gebäude in Kullen, beeinträchtigte den Ort zusehends. Für den Bau der Bahnstrecke nach Düsseldorf um 1900 mussten dann auch Gebäude in dem Ort niedergelegt werden. Weitere Häuser fielen der Straßenverbreiterung zum Opfer, damit die Straßenbahn von Ohligs über Weyer und Wald nach Solingen die enge Kurve hinter der Bahnunterführung passieren konnte.
Mit der Städtevereinigung zu Groß-Solingen im Jahre 1929 wurde der letzte verbliebene Teil der Hofschaft ein Ortsteil Solingens. Im Jahre 1936 soll noch eines der Häuser vorhanden gewesen sein, das noch in der ersten Hälfte des 20. Jahrhunderts abgerissen wurde. An den einstigen Hof erinnert seither nur noch die dort befindliche Oberleitungsbushaltestelle der Stadtwerke Solingen, die den Namen Kullen trägt.